# Крулево (Поморське воєводство)
Крулево (пол. Królewo, нім. Königsdorf) — село в Польщі, у гміні Старе Поле Мальборського повіту Поморського воєводства.
Населення — 580 осіб (2011).
У 1975-1998 роках село належало до Ельблонзького воєводства.

## Демографія
Демографічна структура станом на 31 березня 2011 року:
|          | Загалом | Допрацездатний вік | Працездатний вік | Постпрацездатний вік |
| -------- | ------- | ------------------ | ---------------- | -------------------- |
| Чоловіки | 289     | 77                 | 195              | 17                   |
| Жінки    | 291     | 68                 | 186              | 37                   |
| Разом    | 580     | 145                | 381              | 54                   |